# Поп-ап реклама
Поп-ап реклама (англ. pop-up) або спливна реклама — це форма онлайн-реклами в інтернеті. як правило, невелике вікно, яке раптово з'являється («спливає») на передньому плані візуального інтерфейсу. Для їх створення традиційно використовується технологія JavaScript, хоча можливі й інші способи реалізації.

## Історія
Поп-ап оголошення виникли на сайті хостингу Tripod.com в кінці 1990-х років. Ітан Цукерман стверджує, що він написав цей код, щоб запустити рекламу через окремі вікна, оскільки користувачі скаржились на банерні оголошення. Він не вигадував поп-ап вікна. Пізніше Цукерман вибачився за непередбачені незручності поп-ап оголошень, що стрімко почали поширюватись в мережі.

## Блокування поп-ап вікон
Opera була першим великим браузером, який використовував інструменти для блокування вікон, що спливають; Браузер Mozilla пізніше поліпшив це завдяки блокуванню лише поп-ап вікон, створених під час завантаження сторінки. На початку 2000-х років всі основні веббраузери, крім Internet Explorer, дозволяють користувачам практично повністю блокувати небажані вікна, що спливають. У 2004 році Microsoft випустила Windows XP SP2, який додав блокування спливаючих вікон для Internet Explorer . Більшість сучасних браузерів надають засоби блокування спливаючих вікон; Інструменти сторонніх виробників додають інші функції, такі як фільтрування оголошень.

### Несправжні кнопки закриття
Користувачі вебсайтів і вебдодатків постійно зустрічають небажані поп-ап оголошення через звичайну взаємодію з вебпереглядачем. Як правило, користувачі реагують, відхиливши поп-ап вікно через функцію «закрити» або «скасувати», що розміщене із вікном, що спливає. Оскільки ця відповідь є типовою, деякі автори поп-ап реклами користуються цим і створюють на екрані кнопки або елементи, подібні до кнопок «закрити» або «скасувати». Коли користувач вибирає один з цих варіантів «імітації скасування», кнопка виконує несподівані або несанкціоновані дії (наприклад, відкриває нове вікно або завантажує небажаний файл в системі користувача).

### Обхід блокування
Деякі вебсайти використовують комбінацію банерної реклами і поп-ап вікна, яка використовує DHTML, щоб потрапити на передній план. За допомогою JavaScript реклама може бути вписана в необов'язковій частині вебсторінки, а потім показана там, де забажає автор. Наприклад, рекламою може бути звичайна Flash-анімація. Або ж така реклама може бути частиною вебсторінки. У цьому випадку для блокування необхідні інші методи. Наприклад, використовуються модифіковані таблиці стилів або сторонні блокування реклами, такі як Adblock Plus. DHTML-реклама може значно збільшити завантаження процесора, особливо у випадках старих комп'ютерів.

### Корисні поп-ап вікна
В деяких випадках вікна, що спливають, є бажаними і навіть обов'язковими для забезпечення функціональності вебдодатків. Налаштування браузера на заборону показу поп-ап вікон в таких додатках може призвести до неможливості їх використання споживачами.
Так, багато сучасних вебпрограм використовують поп-ап вікна для відображення довідкової інформації, діалогових вікон і інших елементів, призначених для користувача інтерфейсу. Наприклад, у поп-ап вікнах можуть відображатися інструкції щодо заповнення екранних форм, звіти, повідомлення про завершення операції або запити на виконання операції. Деякі додатки використовують поп-ап вікна для установки програмного забезпечення на персональний комп'ютер безпосередньо з вебсайтів.

### Нижня поп-ап реклама
Нижня поп-ап реклама подібні до звичайної поп-ап реклами, але вікно оголошення відображається прихованим за головним вікном вебпереглядача замість того, щоб бути розташованим перед ним. Оскільки поп-ап вікна стали більш поширеними і нав'язливими, часто займаючи весь екран комп'ютера, багато користувачів негайно закриють спливаючі оголошення, які з'являються на сайті, не дивлячись на них. Нижня поп-ап реклама не перешкоджає перегляду вмісту, але залишається непоміченою, поки користувач не закриє або зменшить головне вікно вебпереглядача.